# Hr.Ms. G 15 (1914)
Hr.Ms. G 15 was een Nederlandse torpedoboot. Het schip is gebouwd door de scheepswerf Fijenoord uit Rotterdam. Het schip wist op 14 mei 1940 uit te wijken naar het Verenigd Koninkrijk.

## De G 15 tijdens de Tweede Wereldoorlog
Eenmaal aangekomen in het Verenigd Koninkrijk werden de dieptebomrekken verwijderd en gebruikt voor de Jacob van Heemskerck. Tijdens het begin van de Tweede Wereldoorlog verrichtte de G 15 patrouilles in de Ierse Zee. Op 27 december werd de G 15 samen met de G 13 overgedragen aan de Britse marine. Het schip werd onderdeel van de 'Harbour Defence Patrol' in Belfast. Anderhalf jaar later, in juli 1942, werden beide schepen weer teruggeven aan de Nederlandse marine. Na de teruggave werd de G 15 uit dienst genomen om in februari 1943 te worden gesloopt in het Engelse Preston.